# Contea di Beaufort (Carolina del Sud)
La contea di Beaufort (in inglese, Beaufort County) è una contea dello Stato della Carolina del Sud, negli Stati Uniti. La popolazione al censimento del 2000 era di 120 937 abitanti. Il capoluogo di contea è Beaufort.
Future previsioni stimano la contea di Beaufort come la zona negli stati uniti più a rischio per l'essere umano per impatto sulle colture e temperature di bulbo umido, causate dall'aumento delle temperature.

## Geografia
La contea si trova nella punta sud-est dello Stato e si affaccia sull'Oceano Atlantico. La contea comprende un territorio pianeggiante e circa 65 isole (alcune delle Sea Islands), separate tra loro e dalla costa da baie, stretti, fiumi, e dall'Intracoastal Waterway.

### Contee confinanti
- Contea di Colleton - nord-est
- Contea di Jasper - ovest
- Contea di Hampton - nord-est

## Storia
I nativi Cusabo abitavano l'area quando gli esploratori spagnoli arrivarono all'inizio del XVI secolo. La contea fu creata nel 1785 e fu chiamata così in onore di  Henry Somerset, II duca di Beaufort.

## Comuni
L'unica city è Beaufort, il capoluogo.

### Towns
- Bluffton
- Hilton Head Island
- Port Royal
- Yemassee
- Hardeeville

### Census-designated places
- Burton
- Daufuskie Island
- Fripp Island
- Harbor Island
- Laurel Bay
- Shell Point